# Водне поло на літніх Олімпійських іграх 1996
Змагання з водного поло на літніх Олімпійських іграх 1996 в Атланті тривали з 20 до 28 липня в Центрі водних видів спорту Джорджия-Тек. 12 чоловічих збірних розіграли 1 комплект нагород.

## Кваліфікація
| Кваліфікація                   | Дата                 | Господар | К-ть місць | Кваліфікувалися                                          |
| ------------------------------ | -------------------- | -------- | ---------- | -------------------------------------------------------- |
| Країна-господарка              | 18 вересня 1990      | Токіо    | 1          | США                                                      |
| Кубок світу 1995               | 12 — 17 вересня 1995 | Атланта  | 3          | Угорщина                                                 |
| Кубок світу 1995               | 12 — 17 вересня 1995 | Атланта  | 3          | Італія                                                   |
| Кубок світу 1995               | 12 — 17 вересня 1995 | Атланта  | 3          | Росія                                                    |
| Чемпіонат світу 1994           | 2 — 10 вересня 1994  | Рим      | 2          | Іспанія                                                  |
| Чемпіонат світу 1994           | 2 — 10 вересня 1994  | Рим      | 2          | Хорватія                                                 |
| Міжконтинентальна кваліфікація | 10-18 лютого 1996    | Берлін   | 6          | ФР Югославія Греція Нідерланди Україна Німеччина Румунія |
| Загалом                        |                      |          | 12         |                                                          |

## Збірні
| Група A - Німеччина - Угорщина - Нідерланди - Росія - Іспанія - Союзна Республіка Югославія | Група B - Хорватія - Греція - Італія - Румунія - Україна - США |

## Попередній раунд

### Група A
| Поз | Команда                     | І | В | Н | П | ГЗ | ГП | РГ  | О  | Кваліфікація |
| --- | --------------------------- | - | - | - | - | -- | -- | --- | -- | ------------ |
| 1   | Угорщина                    | 5 | 5 | 0 | 0 | 47 | 38 | +9  | 10 |              |
| 2   | Союзна Республіка Югославія | 5 | 3 | 1 | 1 | 46 | 44 | +2  | 7  |              |
| 3   | Іспанія                     | 5 | 3 | 0 | 2 | 39 | 33 | +6  | 6  |              |
| 4   | Росія                       | 5 | 2 | 1 | 2 | 42 | 38 | +4  | 5  |              |
| 5   | Німеччина                   | 5 | 1 | 0 | 4 | 36 | 45 | −9  | 2  |              |
| 6   | Нідерланди                  | 5 | 0 | 0 | 5 | 36 | 48 | −12 | 0  |              |

- Субота 20 липня 1996

| Угорщина                    | 8 – 7  | Росія      |
| Іспанія                     | 9 – 3  | Німеччина  |
| Союзна Республіка Югославія | 11 – 8 | Нідерланди |

- Неділя 21 липня 1996

| Угорщина | 9 – 8 | Німеччина                   |
| Росія    | 9 – 9 | Союзна Республіка Югославія |
| Іспанія  | 8 – 7 | Нідерланди                  |

- Понеділок 22 липня 1996

| Угорщина                    | 10 – 8 | Нідерланди |
| Росія                       | 10 – 8 | Німеччина  |
| Союзна Республіка Югославія | 9 – 7  | Іспанія    |

- Вівторок 23 липня 1996

| Угорщина                    | 8 – 7  | Іспанія    |
| Росія                       | 10 – 5 | Нідерланди |
| Союзна Республіка Югославія | 9 – 8  | Німеччина  |

- Середа 24 липня 1996

| Німеччина | 9 – 8  | Нідерланди                  |
| Угорщина  | 12 – 8 | Союзна Республіка Югославія |
| Іспанія   | 8 – 6  | Росія                       |

### Група B
| Поз | Команда  | І | В | Н | П | ГЗ | ГП | РГ  | О  | Кваліфікація |
| --- | -------- | - | - | - | - | -- | -- | --- | -- | ------------ |
| 1   | Італія   | 5 | 5 | 0 | 0 | 48 | 38 | +10 | 10 |              |
| 2   | США      | 5 | 4 | 0 | 1 | 45 | 37 | +8  | 8  |              |
| 3   | Хорватія | 5 | 3 | 0 | 2 | 51 | 39 | +12 | 6  |              |
| 4   | Греція   | 5 | 2 | 0 | 3 | 37 | 38 | −1  | 4  |              |
| 5   | Румунія  | 5 | 0 | 1 | 4 | 31 | 45 | −14 | 1  |              |
| 6   | Україна  | 5 | 0 | 1 | 4 | 33 | 48 | −15 | 1  |              |

- Субота 20 липня 1996

| Хорватія | 8 – 5  | Греція  |
| Італія   | 10 – 7 | США     |
| Румунія  | 6 – 6  | Україна |

- Неділя 21 липня 1996

| Хорватія | 11 – 6 | Румунія |
| Італія   | 8 – 6  | Україна |
| США      | 9 – 7  | Греція  |

- Понеділок 22 липня 1996

| Греція | 8 – 5  | Румунія  |
| Італія | 10 – 8 | Хорватія |
| США    | 9 – 7  | Україна  |

- Вівторок 23 липня 1996

| Хорватія | 16 – 8 | Україна |
| Італія   | 10 – 8 | Греція  |
| США      | 10 – 5 | Румунія |

- Середа 24 липня 1996

| Греція | 9 – 6  | Україна  |
| Італія | 10 – 9 | Румунія  |
| США    | 10 – 8 | Хорватія |

## Класифікаційний раунд
|     | Збірна     | Очки | І | В | Н | П | ГЗ | ГП | РГ  |
| --- | ---------- | ---- | - | - | - | - | -- | -- | --- |
| 9.  | Німеччина  | 6    | 3 | 3 | 0 | 0 | 29 | 16 | +13 |
| 10. | Нідерланди | 3    | 3 | 1 | 1 | 1 | 25 | 26 | –1  |
| 11. | Румунія    | 2    | 3 | 1 | 0 | 2 | 25 | 28 | –3  |
| 12. | Україна    | 1    | 3 | 0 | 1 | 2 | 21 | 30 | –9  |

- П'ятниця 26 липня 1996

| Німеччина  | 10 – 4 | Україна |
| Нідерланди | 10 – 8 | Румунія |

- Субота 27 липня 1996

| Німеччина | 9 – 6  | Нідерланди |
| Румунія   | 11 – 8 | Україна    |

- Неділя 28 липня 1996

| Нідерланди | 9 – 9  | Україна |
| Німеччина  | 10 – 6 | Румунія |

## Фінальний раунд
|  | Чвертьфінали                | Чвертьфінали |          |        | Півфінали   | Півфінали   |  |  | Фінал | Фінал |
|  |                             |              |          |        |             |             |  |  |       |       |
|  |                             |              |          |        |             |             |  |  |       |       |
|  |                             |              |          |        |             |             |  |  |       |       |
|  | Угорщина                    | 12           |          |        |             |             |  |  |       |       |
|  | Угорщина                    | 12           |          |        |             |             |  |  |       |       |
|  | Греція                      | 8            |          |        |             |             |  |  |       |       |
|  | Греція                      | 8            | Угорщина | 6      |             |             |  |  |       |       |
|  |                             |              | Угорщина | 6      |             |             |  |  |       |       |
|  |                             | Іспанія      | 7        |        |             |             |  |  |       |       |
|  | Іспанія                     | Іспанія      | 7        | 5      |             |             |  |  |       |       |
|  | Іспанія                     |              |          | 5      |             |             |  |  |       |       |
|  | США                         | 4            |          |        |             |             |  |  |       |       |
|  | США                         | 4            | Іспанія  | 7      |             |             |  |  |       |       |
|  |                             |              | Іспанія  | 7      |             |             |  |  |       |       |
|  |                             | Хорватія     | 5        |        |             |             |  |  |       |       |
|  | Союзна Республіка Югославія | Хорватія     | 5        | 6      |             |             |  |  |       |       |
|  | Союзна Республіка Югославія |              |          | 6      |             |             |  |  |       |       |
|  | Хорватія                    | 8            |          |        |             |             |  |  |       |       |
|  | Хорватія                    | 8            | Хорватія | 7      | Третє місце | Третє місце |  |  |       |       |
|  |                             |              | Хорватія | 7      | Третє місце | Третє місце |  |  |       |       |
|  |                             | Італія       | 6        |        |             |             |  |  |       |       |
|  | Росія                       | Італія       | 6        | 9      | Угорщина    | 18          |  |  |       |       |
|  | Росія                       |              |          | 9      | Угорщина    | 18          |  |  |       |       |
|  | Італія                      | 11           |          | Італія | 20          |             |  |  |       |       |
|  | Італія                      | 11           |          |        | 20          |             |  |  |       |       |
|  |                             |              |          |        |             |             |  |  |       |       |
|  |                             |              |          |        |             |             |  |  |       |       |

### Чвертьфінали
- П'ятниця 26 липня 1996

| Угорщина                    | 12 – 8 | Греція   |
| Союзна Республіка Югославія | 6 – 8  | Хорватія |
| Іспанія                     | 5 – 4  | США      |
| Росія                       | 9 – 11 | Італія   |

### Півфінали
- Субота 27 липня 1996 — 5-те/8-ме місця

| Греція                      | 7 – 6   | США   |
| Союзна Республіка Югославія | 15 – 16 | Росія |

- Субота 27 липня 1996 — 1-ше/4-те місця

| Хорватія | 7 – 6 | Італія  |
| Угорщина | 6 – 7 | Іспанія |

### Фінали
- Неділя 28 липня 1996 — 7-ме місце

| США | 12 – 8 | Союзна Республіка Югославія |

- Неділя 28 липня 1996 — 5-те місце

| Греція | 8 – 10 | Росія |

- Неділя 28 липня 1996 —  Матч за бронзову медаль

| Угорщина | 18 – 20 | Італія |

- Неділя 28 липня 1996 —  Фінал

| Іспанія | 7 – 5 | Хорватія |

## Розподіл місць і статистика

### Підсумкове положення
| Місце | Збірна                      |
| ----- | --------------------------- |
|       | Іспанія                     |
|       | Хорватія                    |
|       | Італія                      |
| 4.    | Угорщина                    |
| 5.    | Росія                       |
| 6.    | Греція                      |
| 7.    | США                         |
| 8.    | Союзна Республіка Югославія |
| 9.    | Німеччина                   |
| 10.   | Нідерланди                  |
| 11.   | Румунія                     |
| 12.   | Україна                     |

| Олімпійські чемпіони 1996 |
| ------------------------- |
| Іспанія Перший титул      |

### Багаторазові олімпійці
П'ятиразові олімпійці: 1 гравець
- Іспанія: Мануель Естіарте[3]

Чотириразові олімпійці: 3 гравці
- Греція: Георге Мавротас,[4] Анастасіос Папанастасіу[5]
- Іспанія: Жорді Санс[6]

## Медалісти
| Дисципліна       | Золото | Срібло | Бронза |
| ---------------- | --- | --- | --- |
| чоловічий турнір | Іспанія (ESP)Хосеп Марія Абарка Анхель Андрео Даніель Бальярт Педро Франсіско Гарсія Сальвадор Гомес Мануель Естіарте Іван Моро Мігель Анхель Ока Хорхе Пая Серхі Педрероль Хесус Рольян Жорді Санс Карлес Санс Головний тренер: Жоан Жане | Хорватія (CRO)Маро Балич Периця Букич Дамир Главан Ігор Гінич В'єкослав Кобещак Йошко Крекович Огнєн Кржич Дубравко Шименць Синиша Школнекович Ратко Штритоф Ренато Врбичич Тино Вегар Здеслав Врдоляк Головний тренер: Бруно Силич | Італія (ITA)Альберто Ангеліні Франческо Аттоліко Фабіо Бенчивенга Алессандро Бово Алессандро Калькатерра Роберто Калькатерра Марко Геріні Альберто Гібелліні Лука Джустолізі Амедео Поміліо Франческо Постільйоне Карло Сіліпо Леонардо Соттані Головний тренер: Ратко Рудич |